# ماريان مارش
ماريان مارش (بالإنجليزية: Marian Marsh) هي ممثلة أمريكية، ولدت في 17 أكتوبر 1913 في ترينيداد وتوباغو، وتوفيت في 9 نوفمبر 2006 في الولايات المتحدة بسبب مرض.

## أعمال

### أفلام
- (1931) نهائي خمس نجوم

## وصلات خارجية
- ماريان مارش على موقع IMDb (الإنجليزية)
- ماريان مارش على موقع ألو سيني (الفرنسية)
- ماريان مارش على موقع أول موفي (الإنجليزية)
- ماريان مارش على موقع قاعدة بيانات الأفلام السويدية (السويدية)
- ماريان مارش على موقع إن إن دي بي (الإنجليزية)
- ماريان مارش على موقع قاعدة بيانات الفيلم (الإنجليزية)
- ماريان مارش على موقع كينوبويسك (الروسية)